# Juan Pintado
Juan de Dios Pintado Leines (Montevideo, 28 de julio de 1997) es un futbolista uruguayo. Juega de lateral derecho y su equipo actual es el Gimnasia y Esgrima La Plata de la Primera División de Argentina.

## Trayectoria
Juan se incorporó a las divisiones juveniles de Juventud de Las Piedras en 2013, se unió a la sub-17, categoría con la que jugó 22 partidos y fue el goleador de su equipo con 13 anotaciones.
Debutó como profesional el 29 de noviembre de 2015, el entrenador Jorge Giordano lo hizo ingresar al minuto 76 para enfrentar a Racing y ganaron 3-2 en el Parque Artigas. Jugó por primera vez con 18 años y el dorsal número 29.
En su primera temporada como profesional estuvo presente en 4 partidos, su equipo finalizó el torneo en posición 13 de 16 equipos.
Tras 5 temporadas con Juventud fue fichado por Goiás Esporte Clube para jugar en Brasil, en calidad de préstamo, durante el año 2020.
En enero de 2024 se anunció su fichaje por Gimnasia y Esgrima La Plata. Tuvo una buena primera temporada y se convirtió en pieza clave del equipo argentino.

## Selección nacional
Ha sido internacional con la selección de Uruguay en la categoría juvenil sub-20.
El entrenador Fabián Coito lo convocó para jugar un cuadrangular internacional amistoso sub-20 en Chile. Debutó con la Celeste como titular el 16 de octubre de 2016, enfrentaron a Ecuador y ganaron 2-0.
Posteriormente no fue convocado al Sudamericano Sub-20 ni a la Copa Mundial de la categoría.

## Estadísticas

### Clubes
Actualizado al último partido citado el 19 de julio de 2025.
| Club                                     | Div.          | Temporada     | Liga  | Liga  | Liga   | Estatal | Estatal | Estatal | Copas nacionales | Copas nacionales | Copas nacionales | Copas internacionales | Copas internacionales | Copas internacionales | Total | Total | Total  |
| Club                                     | Div.          | Temporada     | Part. | Goles | Asist. | Part.   | Goles,  | Asist.  | Part.            | Goles            | Asist.           | Part.                 | Goles                 | Asist.                | Part. | Goles | Asist. |
| ---------------------------------------- | ------------- | ------------- | ----- | ----- | ------ | ------- | ------- | ------- | ---------------- | ---------------- | ---------------- | --------------------- | --------------------- | --------------------- | ----- | ----- | ------ |
| C. A. Juventud · Uruguay                 | 1.ª           | 2015-16       | 4     | 0     | 0      | —       | —       | —       | —                | —                | —                | —                     | —                     | —                     | 4     | 0     | 0      |
| C. A. Juventud · Uruguay                 | 1.ª           | 2016          | 13    | 0     | 0      | —       | —       | —       | —                | —                | —                | —                     | —                     | —                     | 13    | 0     | 0      |
| C. A. Juventud · Uruguay                 | 1.ª           | 2017          | 18    | 0     | 0      | —       | —       | —       | —                | —                | —                | —                     | —                     | —                     | 18    | 0     | 0      |
| C. A. Juventud · Uruguay                 | 2.ª           | 2018          | 26    | 0     | 1      | —       | —       | —       | —                | —                | —                | —                     | —                     | —                     | 26    | 0     | 1      |
| C. A. Juventud · Uruguay                 | 1.ª           | 2019          | 35    | 1     | 1      | —       | —       | —       | —                | —                | —                | —                     | —                     | —                     | 35    | 1     | 1      |
| C. A. Juventud · Uruguay                 | Total club    | Total club    | 96    | 1     | 2      | 0       | 0       | 0       | 0                | 0                | 0                | 0                     | 0                     | 0                     | 96    | 1     | 2      |
| Goiás E. C. · Brasil                     | 1.ª           | 2020          | 14    | 0     | 0      | 4       | 0       | 0       | 4                | 0                | 0                | 2                     | 0                     | 0                     | 24    | 0     | 0      |
| Goiás E. C. · Brasil                     | Total club    | Total club    | 14    | 0     | 0      | 4       | 0       | 0       | 4                | 0                | 0                | 2                     | 0                     | 0                     | 24    | 0     | 0      |
| C. A. Juventud · Uruguay                 | 2.ª           | 2021          | 21    | 3     | 2      | —       | —       | —       | —                | —                | —                | —                     | —                     | —                     | 21    | 3     | 2      |
| C. A. Juventud · Uruguay                 | Total club    | Total club    | 117   | 4     | 4      | 0       | 0       | 0       | 0                | 0                | 0                | 0                     | 0                     | 0                     | 117   | 4     | 4      |
| C. D. Godoy Cruz A. T. Argentina         | 1.ª           | 2022          | 11    | 0     | 0      | —       | —       | —       | 9                | 0                | 0                | —                     | —                     | —                     | 20    | 0     | 0      |
| C. D. Godoy Cruz A. T. Argentina         | Total club    | Total club    | 11    | 0     | 0      | 0       | 0       | 0       | 9                | 0                | 0                | 0                     | 0                     | 0                     | 20    | 0     | 0      |
| Defensor Sporting C. · Uruguay           | 1.ª           | 2023          | 36    | 1     | 5      | —       | —       | —       | 1                | 0                | 0                | 1                     | 0                     | 0                     | 38    | 1     | 5      |
| Defensor Sporting C. · Uruguay           | Total club    | Total club    | 36    | 1     | 5      | 0       | 0       | 0       | 1                | 0                | 0                | 1                     | 0                     | 0                     | 38    | 1     | 5      |
| C. Gimnasia y Esgrima La Plata Argentina | 1.ª           | 2024          | 27    | 0     | 5      | —       | —       | —       | 15               | 0                | 1                | —                     | —                     | —                     | 42    | 0     | 6      |
| C. Gimnasia y Esgrima La Plata Argentina | 1.ª           | 2025          | 17    | 0     | 1      | —       | —       | —       | 2                | 0                | 1                | —                     | —                     | —                     | 19    | 0     | 2      |
| C. Gimnasia y Esgrima La Plata Argentina | Total club    | Total club    | 44    | 0     | 6      | 0       | 0       | 0       | 17               | 0                | 2                | 0                     | 0                     | 0                     | 61    | 0     | 8      |
| Total carrera                            | Total carrera | Total carrera | 222   | 5     | 15     | 4       | 0       | 0       | 31               | 0                | 2                | 3                     | 0                     | 0                     | 260   | 5     | 17     |
| 1. 2.                                    |               |               |       |       |        |         |         |         |                  |                  |                  |                       |                       |                       |       |       |        |

### Selección
Actualizado al último partido citado el 16 de octubre de 2016.
| Selección         | Temporada         | Continental | Continental | Continental | Mundial | Mundial | Mundial | Amistosos | Amistosos | Amistosos | Total | Total | Total  |
| Selección         | Temporada         | Part.       | Goles       | Asist.      | Part.   | Goles   | Asist.  | Part.     | Goles     | Asist.    | Part. | Goles | Asist. |
| ----------------- | ----------------- | ----------- | ----------- | ----------- | ------- | ------- | ------- | --------- | --------- | --------- | ----- | ----- | ------ |
| Sub-20 · Uruguay  | 2016              | -           | -           | -           | -       | -       | -       | 1         | 0         | 0         | 1     | 0     | 0      |
| Sub-20 · Uruguay  | Total sel.        | 0           | 0           | 0           | 0       | 0       | 0       | 1         | 0         | 0         | 1     | 0     | 0      |
| Total selecciones | Total selecciones | 0           | 0           | 0           | 0       | 0       | 0       | 1         | 0         | 0         | 1     | 0     | 0      |

## Palmarés

### Distinciones individuales
| Distinción                                                          | Año  |
| ------------------------------------------------------------------- | ---- |
| Premios AUF – Futbolista de campo con más minutos en cancha del año | 2019 |
| Premios AUF - Equipo ideal del mes (agosto-septiembre)              | 2023 |
| Premios AUF - Equipo ideal del mes (noviembre-diciembre)            | 2023 |
| Premios AUF - Equipo ideal del año (nominado)                       | 2023 |
| Fútbolx100 – Equipo ideal del año                                   | 2023 |